# Massimiliano I di Baviera (elettore)
Massimiliano I di Baviera, elettore e duca di Baviera, soprannominato il Grande (Monaco di Baviera, 17 aprile 1573 – Ingolstadt, 27 settembre 1651), fu un principe elettore del Sacro Romano Impero della casata dei Wittelsbach di Baviera.
Il suo regno venne segnato dalla Guerra dei Trent'anni durante la quale ottenne per primo nella sua casata il titolo di principe elettore alla dieta di Ratisbona del 1623.
Massimiliano si dimostrò un sovrano capace il quale, rinunciando ai propri diritti feudali sulle proprie terre (Landstände), portò alla fondazione di una monarchia assoluta in Baviera. Devoto cattolico, fu uno dei campioni della controriforma e tra i principali fondatori della Lega Cattolica dei principi imperiali. Nella guerra dei trent'anni fu in grado di acquisire la regione dell'Alto Palatinato, come pure l'Elettorato Palatino affiliato alla dignità elettorale che possedeva in precedenza suo cugino, il "re d'inverno" Federico V. Nel 1648 la pace di Vestfalia confermò i suoi possedimenti e creò un nuovo titolo di elettore per lui, pur costringendolo a restituire l'Elettorato Palatino all'erede di Federico, il quale proseguì anche nell'utilizzo della propria qualifica di principe elettore.

## Biografia
Massimiliano nacque a Monaco, primogenito del duca Guglielmo V di Baviera e Renata di Lorena. Fu educato dai gesuiti all'Università di Ingolstadt e incominciò a prendere parte all'amministrazione dello stato dal 1591. Dopo l'abdicazione del padre, avvenuta nel 1597, divenne duca di Baviera. Tra i suoi primi atti, nel 1600 diede l'ordine di torturare i membri della famiglia Pappenheimer, ingiustamente accusati di stregoneria e tantissimi altri crimini: il processo divenne simbolo del fanatismo nella lotta alle streghe.
Nel 1599, Massimiliano aveva sposato la cugina Elisabetta di Lorena, ma non ne ebbe alcun figlio. Dopo la morte di Elisabetta nel gennaio del 1635, il 15 luglio successivo a Vienna, Massimiliano si risposò con la nipote Maria Anna d'Austria, figlia dell'Imperatore Ferdinando II d'Asburgo e di Maria Anna di Baviera, sorella di Massimiliano stesso. A spingere l'Elettore al nuovo matrimonio non fu tanto la necessità di suggellare l'alleanza con il trono imperiale, quanto più come la speranza di generare un erede maschio in grado di succedergli. Al contrario della prima moglie, Marianna d'Austria era molto interessata alla politica.

### Politica tedesca ed il ruolo nella guerra dei trent'anni

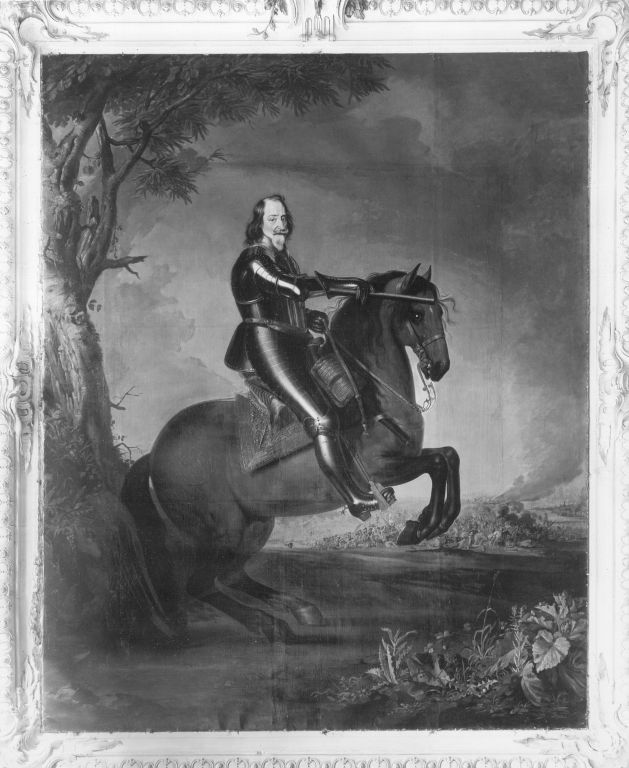
Ritratto di Massimiliano I a cavallo, dipinto di Nikolaus Prugger.

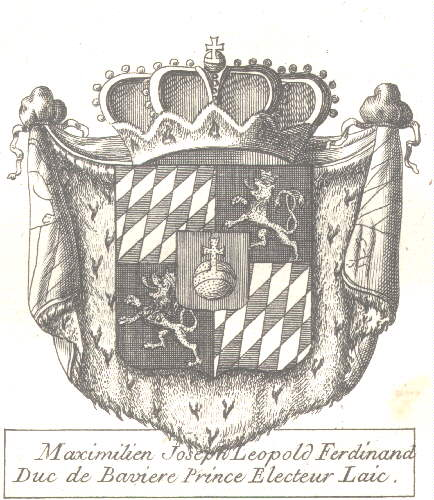
Stemma di Massimiliano I, duca di Baviera.

Massimiliano non interferì nella politica tedesca fino al 1607, quando gli fu affidato il compito di eseguire il bando imperiale contro la città libera di Donauwörth, una fortezza protestante. Nel 1607 occupò la città e furono intraprese azioni al fine di restaurare il Cattolicesimo. I sovrani protestanti, allarmati, formarono l'Unione protestante per difendere i loro interessi ed in risposta nel 1610 venne creata la Lega cattolica, nella quale Massimiliano ebbe un ruolo importante.
Sotto il suo comando venne costituito un esercito, ma il suo ruolo era solamente difensivo e Massimiliano non accettò mai che la Lega diventasse uno strumento nelle mani degli Asburgo. Dissensi interni nella Lega portarono Massimiliano a dimettersi nel 1616, ma due anni dopo vi ritornò.
Dopo aver rifiutato la candidatura al trono imperiale nel 1619, fu impegnato dallo scoppio della guerra in Boemia. Dopo qualche ritardo sottoscrisse un trattato con l'imperatore Ferdinando II d'Asburgo in ottobre, nel quale, in cambio di ampie concessioni, la Lega venne posta al servizio dell'imperatore. Fece un trattato di neutralità con l'Unione protestante e occupò l'Austria Superiore.
L'8 novembre 1620 le sue truppe, al comando di conte di Tilly, sconfissero le forze del re di Boemia e conte palatino del Reno, Federico V, nella battaglia della Montagna Bianca vicino a Praga. Tilly devastò il Palatinato del Reno e Massimiliano ricevette l'Alto Palatinato. Tentando di rimanere neutrale durante la guerra, Massimiliano firmò in segreto il trattato di Fontainebleau con il re di Francia, ma la cosa si dimostrò inutile.

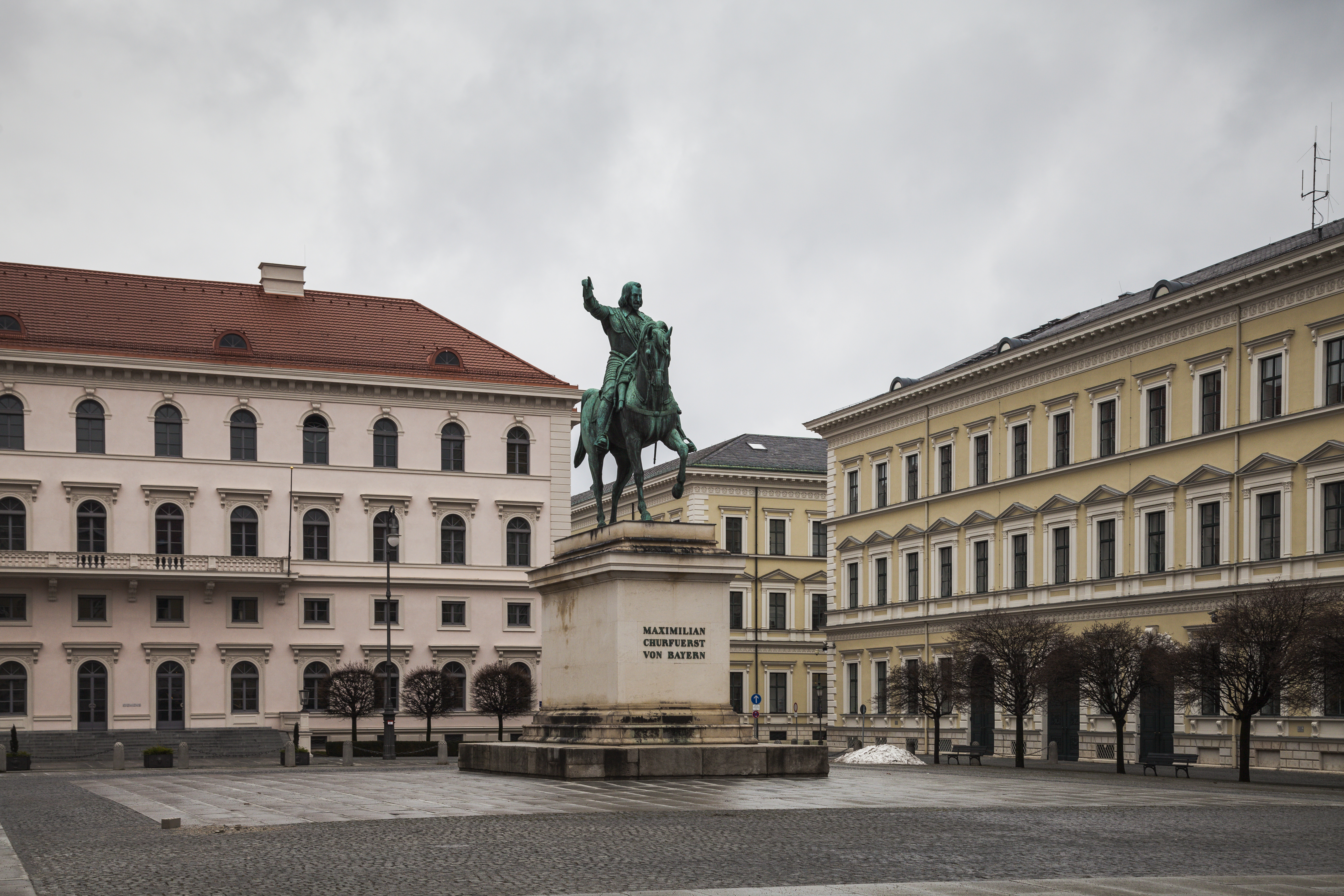
Monumento a Massimiliano I a Monaco di Baviera, Germania

Nel 1632 la Svezia occupò Monaco, e Massimiliano poté ottenere assistenza dall'Impero mettendosi sotto gli ordini di Albrecht von Wallenstein, comandante delle forze imperiali. L'avanzata franco-svedese indusse Massimiliano a negoziare la pace con il re Gustavo II Adolfo di Svezia e con il francese cardinale Richelieu. Nel settembre del 1638 il conte di Mercy divenne comandante generale dell'esercito bavarese, il secondo esercito del Sacro Romano Impero. Nel marzo del 1647 Massimiliano concluse il trattato di Ulm con Francia e Svezia. La pace di Vestfalia pose fine alla lunga guerra.
Massimiliano morì a Ingolstadt il 27 settembre 1651 e la sua salma venne riposta nella chiesa di San Michele a Monaco.

### Amministrazione e cultura
Massimiliano aveva grandi ambizioni, sia per se stesso che per il suo ducato.
Massimiliano fu in grado abilmente di risollevare le finanze bavaresi, riorganizzando l'amministrazione dello stato e l'esercito locale, introducendo misure mercantilistiche ed un nuovo corpus di leggi noto col nome di Codex Maximilianeus.
Nel 1610 fece ampliare la residenza di Monaco come pure l' Hofgarten. La struttura originale del palazzo Schleissheim venne estesa tra il 1617 ed il 1623 ad opera degli architetti Heinrich Schön ed Hans Krumpper. Massimiliano fu inoltre un grande amante dell'arte ed acquisì molti dipinti di Albrecht Dürer, Peter Paul Rubens e molti altri artisti, andando a radunare il nucleo principale di quella che è oggi la Alte Pinakothek. Nel 1616, ad esempio, Massimiliano commissionò quattro dipinti con soggetti di caccia proprio a Rubens. Nel 1627 ottenne il dipinto di Dürer Quattro Apostoli facendo pressione sulla città di Norimberga presso la cui amministrazione cittadina era conservato in precedenza. Tra i suoi artisti di corte vi furono Peter Candid, Friedrich Sustris, Hubert Gerhard, Hans Krumpper, Adrian de Vries e Georg Petel.
Nel 1839 una statua fu eretta alla sua memoria a Monaco dal re di Baviera Luigi I.

## Matrimoni e figli

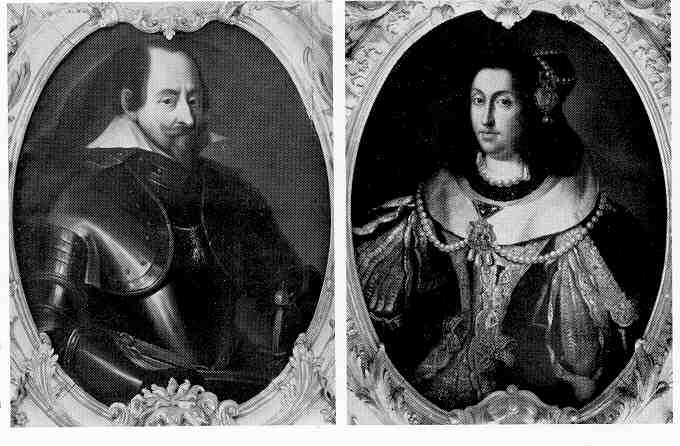
Massimiliano I, elettore e duca di Baviera e la sua seconda moglie, Maria Anna d'Asburgo.

Nel 1599 sposò la cugina Elisabetta Renata (conosciuta anche come Elisabetta di Lorena), figlia di Carlo III, duca di Lorena e di Claudia di Valois. Da questo matrimonio non nacquero eredi.
Dopo la morte della prima moglie, Massimiliano si risposò una seconda volta il 15 luglio 1635 a Vienna, con la venticinquenne nipote Maria Anna d'Austria (1610-1665), figlia dell'imperatore Ferdinando II del Sacro Romano Impero e della sorella di Massimiliano, Maria Anna di Baviera (1574-1616). La principale motivazione che condusse Massimiliano a questo secondo matrimonio non fu tanto per ragioni politiche quando piuttosto la possibilità di avere un erede al trono. Per contrasto con la prima moglie dell'elettore, Maria Anna era molto interessata alla politica e ben istruita dal padre in quel campo, impegnandosi da subito attivamente per la propria nuova patria. Da questo secondo matrimonio nacquero due figli:
- Ferdinando Maria (1636–1679), principe elettore di Baviera, sposò nel 1652 la principessa Enrichetta Adelaide di Savoia (1636–1676)
- Massimiliano Filippo Girolamo, duca di Leuchtenberg (1638–1705), sposò nel 1668 Maurita Febronia de La Tour d'Auvergne (1652–1706)

## Ascendenza
|                              |                       |                                   | Genitori                            |  |  | Nonni |  |  | Bisnonni                   |  |  | Trisnonni                 |  |
|                              |                       |                                   |                                     |  |  |       |  |  | 8. Guglielmo IV di Baviera |  |  | 16. Alberto IV di Baviera |  |
|                              |                       |                                   |                                     |  |  |       |  |  | 8. Guglielmo IV di Baviera |  |  | 16. Alberto IV di Baviera |  |
|                              |                       | 17. Cunegonda d'Austria           |                                     |  |  |       |  |  | 8. Guglielmo IV di Baviera |  |  |                           |  |
| 4. Alberto V di Baviera      |                       |                                   |                                     |  |  |       |  |  | 8. Guglielmo IV di Baviera |  |  |                           |  |
|                              |                       | 9. Maria Giacomina di Baden       | 18. Filippo I di Baden              |  |  |       |  |  |                            |  |  |                           |  |
|                              |                       | 9. Maria Giacomina di Baden       | 18. Filippo I di Baden              |  |  |       |  |  |                            |  |  |                           |  |
|                              |                       | 9. Maria Giacomina di Baden       | 19. Elisabetta del Palatinato       |  |  |       |  |  |                            |  |  |                           |  |
| 2. Guglielmo V di Baviera    |                       | 9. Maria Giacomina di Baden       |                                     |  |  |       |  |  |                            |  |  |                           |  |
|                              |                       | 10. Ferdinando I d'Asburgo        | 20. Filippo I d'Asburgo             |  |  |       |  |  |                            |  |  |                           |  |
|                              |                       | 10. Ferdinando I d'Asburgo        | 20. Filippo I d'Asburgo             |  |  |       |  |  |                            |  |  |                           |  |
|                              |                       | 10. Ferdinando I d'Asburgo        | 21. Giovanna di Castiglia           |  |  |       |  |  |                            |  |  |                           |  |
| 5. Anna d'Asburgo            |                       | 10. Ferdinando I d'Asburgo        |                                     |  |  |       |  |  |                            |  |  |                           |  |
|                              |                       | 11. Anna Jagellone                | 22. Ladislao II di Boemia           |  |  |       |  |  |                            |  |  |                           |  |
|                              |                       | 11. Anna Jagellone                | 22. Ladislao II di Boemia           |  |  |       |  |  |                            |  |  |                           |  |
|                              |                       | 11. Anna Jagellone                | 23. Anna di Foix-Candale            |  |  |       |  |  |                            |  |  |                           |  |
| 1. Massimiliano I di Baviera |                       | 11. Anna Jagellone                |                                     |  |  |       |  |  |                            |  |  |                           |  |
|                              | 12. Antonio di Lorena | 24. Renato II di Lorena           |                                     |  |  |       |  |  |                            |  |  |                           |  |
|                              | 12. Antonio di Lorena | 24. Renato II di Lorena           |                                     |  |  |       |  |  |                            |  |  |                           |  |
|                              | 12. Antonio di Lorena | 25. Filippina di Gheldria         |                                     |  |  |       |  |  |                            |  |  |                           |  |
| 6. Francesco I di Lorena     | 12. Antonio di Lorena |                                   |                                     |  |  |       |  |  |                            |  |  |                           |  |
|                              |                       | 13. Renata di Borbone-Montpensier | 26. Gilberto di Borbone-Montpensier |  |  |       |  |  |                            |  |  |                           |  |
|                              |                       | 13. Renata di Borbone-Montpensier | 26. Gilberto di Borbone-Montpensier |  |  |       |  |  |                            |  |  |                           |  |
|                              |                       | 13. Renata di Borbone-Montpensier | 27. Chiara Gonzaga                  |  |  |       |  |  |                            |  |  |                           |  |
| 3. Renata di Lorena          |                       | 13. Renata di Borbone-Montpensier |                                     |  |  |       |  |  |                            |  |  |                           |  |
|                              |                       | 14. Cristiano II di Danimarca     | 28. Giovanni di Danimarca           |  |  |       |  |  |                            |  |  |                           |  |
|                              |                       | 14. Cristiano II di Danimarca     | 28. Giovanni di Danimarca           |  |  |       |  |  |                            |  |  |                           |  |
|                              |                       | 14. Cristiano II di Danimarca     | 29. Cristina di Sassonia            |  |  |       |  |  |                            |  |  |                           |  |
| 7. Cristina di Danimarca     |                       | 14. Cristiano II di Danimarca     |                                     |  |  |       |  |  |                            |  |  |                           |  |
|                              |                       | 15. Isabella d'Asburgo            | 30. Filippo I d'Asburgo (= 20)      |  |  |       |  |  |                            |  |  |                           |  |
|                              |                       | 15. Isabella d'Asburgo            | 30. Filippo I d'Asburgo (= 20)      |  |  |       |  |  |                            |  |  |                           |  |
|                              |                       | 15. Isabella d'Asburgo            | 31. Giovanna di Castiglia (= 21)    |  |  |       |  |  |                            |  |  |                           |  |
|                              |                       | 15. Isabella d'Asburgo            |                                     |  |  |       |  |  |                            |  |  |                           |  |